# 珍珠毛足鬥魚
珍珠毛足鬥魚（学名：Trichopodus leerii）又名珍珠毛足鱸、珍珠馬甲魚、珍珠攀鱸。萬隆魚也可指稱這種魚類，不過也可能指的是青萬隆魚等身體特徵類似的魚類。最大身長可達12公分以上，不明確的紀錄指出野生種可達14～15公分。食性相當廣泛，具有些微領域性，可觀察到腹鰭為橘色，全身佈滿白色斑點，尾部有一較明顯的黑點，魚身前半端則有一條明顯的水平黑線貫穿眼睛，魚身前端下方有一對長條鬚狀構造，此構造長度約等於魚身水平長度。通常雄魚較母魚更加鮮豔，在前半黑線底下呈現橘色。